# Ricsige di Northumbria
Ricsige (... – 876) regnò sulla Northumbria dall'872/873 all'876, salendo sul trono dopo la deposizione di Ecgberht I.

## Biografia
Non sarebbe stato, a differenza del suo predecessore, un re fantoccio in mano ai vichinghi della grande armata danese, che, secondo la cronaca anglosassone, si diresse verso nord nell'873/874. Halfdan Ragnarsson avrebbe riconquistato la Northumbria del sud per i danesi (territorio che corrispondeva all'antico Deira o a quello vichingo di Jórvík, tra l'Humber e il Tees). Ricsige o il suo successore Ecgberht II mantennero invece il controllo sulla Bernicia, tra il Tees e il Forth. Secondo Roger di Wendover, Ricsige morì per un infarto e a lui sul trono di Bernicia successe Ecgberht.